# Cerapachys foveolatus
Cerapachys foveolatus är en myrart som beskrevs av Alexander G. Radchenko 1993. Cerapachys foveolatus ingår i släktet Cerapachys och familjen myror. Inga underarter finns listade i Catalogue of Life.